# Eliminationsmetoden
Eliminationsmetoden är ett förfarande vid omröstningar som används när en beslutande församling ska nå ett majoritetsbeslut när tre eller flera förslag till beslut föreligger.
Principen enligt eliminationsmetoden är att förslagen ställs mot varandra parvis i en eller flera förberedande omröstningar för att säkerställa att beslutet fattas med enkel majoritet snarare än relativ majoritet. Det förslag som fått en minoritet av rösterna förkastas (elimineras) och det förslag som fått en majoritet av rösterna går vidare som motförslag i nästa omröstning och så vidare, till dess att endast två förslag återstår (motförslaget mot huvudförslaget) där det förslag som fått flest röster slutligen blir församlingens beslut.
Den sista omröstningen i vilket ärende avgörs benämns huvudomröstning (eller huvudvotering eller den slutliga voteringen). De förberedande omröstningarna, som på sikt ska leda till ett motförslag (kontraproposition) till huvudförslaget (huvudproposition) i huvudomröstningen, benämns kontrapropositionsvoteringar (eller endast förberedande voteringar eller förvoteringar).

## Voteringsordning
Ordningen i vilken förslagen ställs mot varandra benämns voteringsordning eller propositionsordning och ska fastställs av församlingen, oftast efter förslag av mötesordförande. Förslag på voteringsordning och hur omröstningen kommer att ske benämns voteringsproposition eller omröstningsproposition.
Det finns olika praxis kring i vilken ordning förslag bör behandlas. Till exempel förordar Hedén (1975, s. 49) följande ordning: Formella yrkanden (förslag om bordläggning respektive förslag om återremiss i nämnd ordning) behandlas först, för att avgöra om församlingen önskar avgöra ärendet vid det aktuella tillfället eller vid ett senare tillfälle. Därefter behandlas materiella yrkanden i denna ordning: Tilläggsyrkanden, bifallsyrkanden med ändringar och slutligen bifall/avslag. Praxis att behandla formella yrkanden före materiella yrkanden används bland annat i kommunfullmäktige.
Nordling (1890, s. 12) påpekar dock att formella yrkanden om uppskov (behandling vid ett senare tillfälle) och återremittering kan behandlas som vilka andra yrkanden som helst och behöver inte nödvändigtvis ges företräde.

### Huvudförslag
Det finns även olika praxis kring vilket förslag som antas som huvudförslag i huvudomröstningen. Vid omröstningar vid förvaltningsmyndigheter sätts t.ex. det förslag till huvudförslag som ordförande uppfattade som vinnande efter den inledande acklamationen (som genomfördes innan omröstning begärdes). I riksdagen följs samma praxis, men det finns även utrymme för att talmannen får utse huvudförslag efter eget tycke. I vissa föreningar kan praxis vara att det förslag som lagts fram av styrelsen, en arbetsgrupp eller liknande utses till huvudförslag.

## Användningsområden
Eliminationsmetoden används bl.a. vid beslut i Sveriges riksdag, i kommunfullmäktige (se Dalman m.fl., 2011, s. 377–382), vid beslutsfattande vid svenska förvaltningsmyndigheter (ibland benämnt som den parlamentariska eller kollektiva beslutformen), i föreningslivet och vid bolagsstämmor.
Metoden används också i Finlands riksdag.
Som alternativ till eliminationsmetoden finns seriemetoden som bland annat används i Europarådet, FN, Frankrike, Norge och Danmark.

## Exempel

### Från Sveriges riksdag
| Talare               | Replik | Kommentar |
| -------------------- | --- | --- |
| Andre vice talmannen | Trafikutskottets betänkande 4: Postfrågor. Kammaren tar ställning till utskottets förslag punktvis. […] Punkt 2: Postservice i hela landet. | Introduktion av ärendet. |
|                      | Här har yrkats bifall dels till utskottets förslag till beslut, dels till reservation 3 av Tony Wiklander och Per Klarberg (SD), dels till reservation 4 av Anders Åkesson och Nina Lundström (C, L), dels till reservation 5 av Emma Wallrup (V), dels till reservation 6 av Robert Halef (KD). | Presentation av vilka förslag till beslut som kammaren har att ta ställning till. Totalt finns fem yrkanden. |
|                      | Bifalls utskottets förslag till beslut? Bifalls reservation 3? Reservation 4? Reservation 5? Reservation 6? | Talmannen inleder med acklamationsförfarande under vilket ledamöterna förväntas ropa "ja" eller "nej" till respektive förslag när det läses upp. |
|                      | Jag finner att kammaren beslutat att bifalla utskottets förslag till beslut. Men Emma Wallrup begär votering. | Talmannen tycker sig höra flest ja-rop till trafikutskottets förslag till beslut och är på väg att befästa beslutet med klubbslag, men en ledamot begär omröstning innan dess. Omröstning med rösträkning ska då genomföras mellan huvudförslaget och ett motförslag. Vilket motförslaget blir måste kammaren bestämma i nästa steg. |
|                      | Kammaren har då att fastställa motförslag i huvudvoteringen. Antas till motförslag i huvudvoteringen reservation 3? Reservation 4? Reservation 5? Reservation 6? | Till huvudförslag har talmannen redan utsett utskottets förslag till beslut, och kammaren ska utse ett motförslag som detta huvudförslag ska ställas emot. Talmannen använder acklamationsförfarande för att utse motförslag. Ledamöterna förväntas ropa "ja" eller "nej" till respektive förslag som talmannen läser upp. |
|                      | Jag finner att kammaren till motförslag i huvudvoteringen antagit reservation 3. Men Robert Halef begär votering. | Talmannen tycker sig höra flest ja-rop till reservation 3 och är på väg att befästa beslutet med klubbslag, men en ledamot begär omröstning innan dess. Omröstning med rösträkning ska då genomföras mellan reservation 3 och ytterligare ett förslag. Vilket detta ytterligare förslag blir, ska kammaren ta ställning till i nästa steg. Hade inte omröstning med rösträkning begärts hade kammaren gått till omröstning mellan utskottets förslag till beslut som huvudförslag och reservation 3 som motförslag efter att kammaren godkänt voteringspropositionen enligt samma princip som anges senare i denna transkription. |
|                      | Kammaren har då att fastställa motförslag i en förberedande votering. Antas till motförslag i förberedande voteringen reservation 4? Reservation 5? Reservation 6? | Talmannen undersöker nu vilken av reservationerna 4, 5 eller 6 som ska ställas mot reservation 3 genom ytterligare ett acklamationsförfarande. Praxis är att talmannen behåller det förslag till beslut som talmannen uppfattade fick störst stöd, här reservation 3. |
|                      | Jag finner att kammaren till motförslag i förberedande votering antagit reservation 4. Men Tuve Skånberg begär votering. | Talmannen tycker sig höra flest ja-rop till reservation 4 och är på väg att befästa beslutet med klubbslag, men en ledamot begär omröstning innan dess. Omröstning med rösträkning ska då genomföras vid beslutet av motförslag till reservation 3. |
|                      | Kammaren har då att fastställa motförslag i ytterligare en förberedande votering. Antas till motförslag i denna förberedande voteringen reservation 5? Reservation 6? | Talmannen undersöker nu vilken av reservationerna 5 eller 6 som ska ställas mot reservation 4 genom ytterligare ett acklamationsförfarande. Praxis är att talmannen behåller det förslag till beslut som talmannen uppfattade fick störst stöd, här reservation 4. |
|                      | Jag finner att kammaren till motförslag i den förberedande votering antagit reservation 5. Men Tuve Skånberg begär votering. | Talmannen tycker sig höra flest ja-rop till reservation 5 och är på väg att befästa beslutet med klubbslag, men en ledamot begär omröstning innan dess. Omröstning med rösträkning ska då genomföras vid beslutet av motförslag till reservation 4. |
|                      | Fastställande av voteringsproposition. *Klubbslag* | Talmannen ber kammarsekreteraren läsa upp förslaget till hur omröstningen kommer att gå till. (Klubbslag är här i egentlig mening inte nödvändigt.) |
| Kammarsekreteraren   | Rösta ”ja” för reservation 5 av Emma Wallrup (V) som motförslag i nästa förberedande votering om punkt 2. Rösta ”nej” för reservation 6 av Robert Halef (KD) som motförslag. | Sekreteraren läser upp voteringspropositionen. |
| Andre vice talmannen | Godkänns voteringspropositionen? Svaret är ja. *Klubbslag* | Talmannen undersöker om det finns någon invändning mot voteringspropositionen, eller om den kan förklaras som rätt uppställd. Ingen ledamot invänder och voteringspropositionen förklaras godkänd (justerad). |
|                      | Klart för votering. ”Ja” för reservation 5, ”nej” för reservation 6. | Talmannen öppnar upp för omröstning med rösträkning och repeterar vad "ja" respektive "nej" innebär. Ledamöterna trycker på någon av röstningsknapparna märkta "Ja", "Nej" eller "Avstår" vid sina bänkar. |
|                      | Är voteringen avslutad? Svaret är ja. *Klubbslag* | Talmannen undersöker om alla som vill har avlagt sina röster. Talmannen finner att ingen ledamot uttrycker någon invändning och förklarar därmed omröstningen för avslutad. |
|                      | Voteringen har utfallit med 18 ja-röster, 15 nej-röster och 268 av kammarens ledamöter har avstått från att rösta. Kammaren har således till motförslag i nästa förberedande votering antagit reservation 5. *Klubbslag*                                                                         | Talmannen redovisar fördelningen av rösterna och finner att reservation 5 går vidare till nästa omgång. Reservation 6 är därmed eliminerad (förkastad). |
|                      | Fastställande av voteringsproposition. *Klubbslag* | Talmannen ber kammarsekreteraren läsa upp förslaget till hur nästa omröstning mellan reservation 5 och reservation 4 kommer att gå till. |
| Kammarsekreteraren   | Rösta ”ja” för reservation 4 av Anders Åkesson och Nina Lundström (C, L) som motförslag i nästa förberedande votering. Rösta ”nej” för reservation 5 av Emma Wallrup (V) som motförslag. | Sekreteraren läser upp voteringspropositionen. |
| Andre vice talmannen | Godkänns voteringspropositionen? Svaret är ja. *Klubbslag* | Voteringspropositionen godkänns. |
|                      | Klart för votering. ”Ja” för reservation 4, ”nej” för reservation 5. | Voteringen påbörjas. |
|                      | Är voteringen avslutad? Svaret är ja. *Klubbslag* | Voteringen avslutas. |
|                      | Voteringen har utfallit med 37 ja-röster, 19 nej-röster och 246 av kammarens ledamöter har avstått från att rösta. Kammaren har således till motförslag i nästa förberedande votering antagit reservation 4. *Klubbslag*                                                                         | Redovisning av rösternas fördelning. Reservation 4 går vidare till nästa omgång och reservation 5 är därmed eliminerad. |
|                      | Fastställande av voteringsproposition. *Klubbslag* | Talmannen ber kammarsekreteraren läsa upp förslaget till hur nästa omröstning mellan reservation 4 och reservation 3 kommer att gå till. |
| Kammarsekreteraren   | Rösta ”ja” för reservation 3 av Tony Wiklander och Per Klarberg (SD) som motförslag i huvudvoteringen. Rösta ”nej” för reservation 4 av Anders Åkesson och Nina Lundström (C, L). | Uppläsning av voteringsproposition. |
| Andre vice talmannen | Godkänns voteringspropositionen? Svaret är ja. *Klubbslag* | Voteringspropositionen godkänns. |
|                      | Klart för votering. ”Ja” för reservation 3, ”nej” för reservation 4. | Voteringen påbörjas. |
|                      | Är voteringen avslutad? Svaret är ja. *Klubbslag* | Voteringen avslutas. |
|                      | Voteringen har utfallit med 41 ja-röster, 36 nej-röster och 223 av kammarens ledamöter har avstått från att rösta. Kammaren har således till motförslag i huvudvoteringen antagit reservation 3. *Klubbslag*                                                                                     | Redovisning av rösternas fördelning. Reservation 3 går vidare som motförslag i huvudomröstningen och reservation 4 är därmed eliminerad. |
|                      | Fastställande av voteringsproposition. *Klubbslag* | |
| Kammarsekreteraren   | Rösta ”ja” för bifall till utskottets förslag till beslut. Rösta ”nej” för bifall till reservation 3 av Tony Wiklander och Per Klarberg (SD). | Uppläsning av voteringsproposition för huvudomröstningen. |
| Andre vice talmannen | Godkänns voteringspropositionen? Svaret är ja. *Klubbslag* | Voteringspropositionen godkänns. |
|                      | Klart för votering. ”Ja” för utskottet, ”nej” för reservation 3. | Voteringen påbörjas. |
|                      | Är voteringen avslutad? Svaret är ja. *Klubbslag* | Voteringen avslutas. |
|                      | Voteringen har utfallit med 193 ja-röster, 39 nej-röster och 70 av kammarens ledamöter har avstått från att rösta. Kammaren har således bifallet utskottets förslag till beslut. *Klubbslag* | Redovisning av rösternas fördelning. Då en majoritet av de röstande biföll utskottets förslag till beslut blev detta kammarens slutliga beslut i frågan. |

I riksdagens protokoll (prot. 2017/18:60, s. 80–81) dokumenterades förfarandet enligt nedan:

TU4 Postfrågor
[…]
Punkt 2 (Postservice i hela landet)
1. utskottet
2. res. 3 (SD)
3. res. 4 (C, L)
4. res. 5 (V)
5. res. 6 (KD
Förberedande votering 1:
18 för res. 5
15 för res. 6
268 avstod
48 frånvarande
Kammaren biträdde res. 5.
Förberedande votering 2:
37 för res. 4
19 för res. 5
246 avstod
47 frånvarande
Kammaren biträdde res. 4.
Förberedande votering 3:
41 för res. 3
36 för res. 4
223 avstod
49 frånvarande
Kammaren biträdde res. 3.
Sultan Kayhan (S) anmälde att hon avsett att avstå från att rösta men markerats ha röstat ja.
Pernilla Stålhammar (MP) anmälde att hon avsett att avstå från att rösta men markerats som frånvarande.
Huvudvotering:
193 för utskottet
39 för res. 3
70 avstod
47 frånvarande
Kammaren biföll utskottets förslag.
Partivis fördelning av rösterna:
För utskottet: 99 S, 71 M, 22 MP, 1 -
För res. 3: 36 SD, 3 -
Avstod: 20 C, 19 V, 17 L, 14 KD

Frånvarande: 14 S, 12 M, 9 SD, 2 MP, 2 C, 2 V, 2 L, 2 KD, 2 -